# Mandy Smith
Amanda Louise "Mandy" Smith, född 17 juli 1970 i London, är en brittisk event-manager och programledare och tidigare fotomodell och sångerska.

## Karriär som modell och sångerska
Smith växte upp i Tottenham och Wood Green i norra London och blev känd efter att hon som 13-åring presenterades som flickvän till Bill Wyman i Rolling Stones. Hon slog igenom som artist 1987 med Stock Aitken Waterman-producerade I Just Can't Wait och Positive Reaction. Mandy Smith hade sedan en karriär som fotomodell och popsångerska. Hon var gästartist i TV-programmet Solstollarna 1987.

## Karriär inom event management
Smith är numera event-manager och driver företaget KissPR.

## Privatliv
Den 2 juni 1989 gifte hon sig med Bill Wyman. Äktenskapet upplöstes 1991.

## Diskografi

### Album
- Mandy (1988) (återutgiven 2009 inklusive extra sånger)

### Singlar/EP
- "I Just Can't Wait" (1987)
- "Positive Reaction" (1987)
- "Boys & Girls" (1988)
- "Say It's Love (Love House)" (1988)
- "Victim Of Pleasure" (1988)
- The Mandy EP (1988)
- "Don't You Want Me Baby" (1989)
- "I Just Can't Wait ('92 Remixes)" (1992)
- "I Just Can't Wait ('95 Remixes)" (1995)